# Hans Huth (Kunsthistoriker, 1892)
Hans August Huth (* 11. November 1892 in Halle (Saale); † 1. Juli 1977 in Carmel-by-the-Sea, Kalifornien) war ein deutsch-amerikanischer Kunsthistoriker.

## Leben
Seine Eltern waren der Kaufmann Louis Huth (1854–1925) – jüngerer Bruder und Teilhaber des Kaufhaus-Besitzers Adolf Huth (* 1845) – und dessen Ehefrau Rosa Huth geb. Hirschfeld (1863–1921). Nach dem Besuch des Reform-Realgymnasiums in Naumburg (Saale) studierte er ab 1912 Kunstgeschichte an der Universität Halle bei Wilhelm Waetzoldt und an der Universität Wien bei Max Dvořák und Julius von Schlosser. Nach der Teilnahme am Ersten Weltkrieg als Artillerie-Offizier setzte er 1918 sein Studium an der Universität Berlin fort, wo er 1922 bei Adolph Goldschmidt promoviert wurde.
Von 1922 bis 1924 war er zunächst Volontär, dann wissenschaftlicher Hilfsarbeiter am Bayerischen Nationalmuseum, am Residenzmuseum und in der Graphischen Sammlung in München. 1925 bis 1927 war er wissenschaftlicher Hilfsarbeiter am Schloßmuseum in Berlin. Von 1927 bis 1936 war er bei der Verwaltung der Staatlichen Schlösser und Gärten in Berlin tätig, zunächst mit einem Werkvertrag, dann fest angestellt als Kustos und Bibliotheksrat. 1933 wurde er zunächst als „Nichtarier“ aufgrund des Gesetzes zur Wiederherstellung des Berufsbeamtentums beurlaubt, was wegen seines Frontkämpferprivilegs nach einigen Monaten rückgängig gemacht wurde, 1936 erfolgte die endgültige Entlassung.
1937 ging er nach Frankreich, wo er als Bibliothekar für die Privatsammlung von James Hazen Hyde in Versailles arbeitete. 1939 floh er in die Vereinigten Staaten, wo er zunächst an der Yale University lehrte, dann an der New York University. Von 1939 bis 1944 arbeitete er als Berater für die historische Abteilung des National Park Service, hier war er u. a. für die Sammlung des White House zuständig. Von 1944 bis zu seinem Ruhestand 1963 arbeitete er als Kurator am Art Institute of Chicago, zunächst am Department of Painting and Sculpture, ab 1958 als Curator of Decorative Arts. 1945 wurde er US-amerikanischer Staatsbürger. Im Ruhestand lebte er in Carmel und unterrichtete von 1966 bis 1969 noch Museumskunde an der University of California at Los Angeles.
War sein wissenschaftliches Spezialgebiet von der Promotion her zunächst die spätgotische Bildschnitzerei gewesen, so kam er durch die Tätigkeit für die preußischen Schlösser und Gärten zum Kunsthandwerk. Dadurch bedingt waren auch seine Kenntnisse der Museumsorganisation und der Denkmalpflege, die er von Deutschland in die USA brachte.

## Schriften (Auswahl)
- Das Zusammenwirken von Maler und Bildhauer an den plastischen Arbeiten der Spätgotik in Deutschland (1380–1520). Dissertation, Berlin 1922.
- Künstler und Werkstatt der Spätgotik. Dr. Benno Filser Verlag, Augsburg 1923 (Druckfassung der Dissertation).
  - 2., erw. Auflage, um 22 Vertragsurkunden erw. Neudruck. Wissenschaftliche Buchgesellschaft, Darmstadt 1967.
- Das Residenzpalais in Kassel. Deutscher Kunstverlag, Berlin 1930.
- Observations Concerning the Conservation of Monuments in Europe and America. U. S. Park Service, Washington, D.C. 1940.
- Nature and the American. Three Centuries of Changing Attitudes. University of California Press, Berkeley 1957.
- Lacquer of the West. The History of a Craft and an Industry, 1550–1950. University of Chicago Press, Chicago 1971.